# Psammotis decoloralis
Psammotis decoloralis là một loài bướm đêm trong họ Crambidae.